# الجامعة المصرية للثقافة الإسلامية
الجامعة المصرية للثقافة الإسلامية «نور مبارك» ، أوّل جامعة إسلامية في جمهورية كازاخستان، وكذلك أول جامعة مصرية. أسست سنة 2003 في ألماتي.

## تاريخ جامعة
بدأ تريخ جامعة في سنة 1993 ميلادية حين زيارة الرئيس نور سلطان نظرباييف في جمهورية مصر العربية حيث تعهدت الحكومتان الكازاخية والمصرية ببناء جامعة إسلامية في كازاخستان باسم الجامعة المصرية للثقافة الإسلامية «نور مبارك» .أرهص الرئيس نور سلطان ومحمد المحجوب حرم الجامعة في مايو 16 سنة 1993.
تمت المرحلة الأولى لبناء الجامعة في سنة 2000 ميلادية وتم البناء وفتحت أبواب الجامعة الجديدة للطلاب في سنة 2001 ميلادية.

## المسيرة والمسار
تعد الجامعة أول جامعة إسلامية متكاملة في كازاخستان ومنطقة آسيا الوسطى، أنشئت الجامعة بموجب اتفاقية أبرمت عام 2001 بين مصر وكازاخستان تأكيدا على الروابط التاريخية والثقافية بين الشعبين، وفقا للاتفاق بين الرئيسين نورسلطان نزاربايف وحسني مبارك، خصصت كازاخستان الأرض، وقامت مصر بإنشاء المبنيين وبدأت الدراسة بالجامعة عام 2001 في مقرها الحالي في مدينة ألماطي، العاصمة السابقة لكازاخستان في حي بوستانديق، 73 شارع الفارابي أكبر شوراع المدينة، والجامعة مؤسسة تعليمية غير حكومية تتمتع بالشخصية القانونية لها مجلس أمناء مشترك من الجانب المصري برئاسة وزير الأوقاف وبعض الشخصيات الرسمية المعنية بالتعليم الديني والتعليم العام ومن الجانب الكازاخستاني برئاسة وزير الإعلام والتنمية المجتمعية، وبعض الشخصيات الرسمية والعامة، وينعقد مجلس الأمناء دوريا كل أربع سنوات لتعيين رئيس الجامعة من مصر ونائب رئيس الجامعة من كازاخستان ومناقشة الشئون التعليمية والعلمية والمالية المتعلقة بمسيرة الجامعة وتطوير أدائها، حيث يحدد سياسات الجامعة في هذه المجالات، كما يضع اللائحة الداخلية للجامعة.
تلتزم الحكومة المصرية بإيفاد أعضاء هيئة التدريس المصريين على نفقتها، بعدد كاف لا يقل عن عشرين عضوًا، في التخصصات الإسلامية واللغوية والتربوية، كما يلتزم الطرف الكازاخي بتوفير أعضاء هيئة التدريس ودفع رواتبهم في هذه التخصصات، بما يكفل انتظام الدراسة والبحث العلمي بالجامعة.

## الرسالة والرؤية والأهداف

### الرسالة
إعداد متخصصين مؤهلين تأهيلًا عاليًا وتنافسيًا في مجالات العلوم الإسلامية والدينية واللغوية، من خلال برامج تعليمية وتطبيقية ذات توجه إنساني وتربوي؛ للتعبير عن الهوية الروحية العلمية والدينية للمجتمع.

#### الرؤية
تقديم نموذج الدين الصحيح المعتدل في التخصصات الإسلامية والأديان واللغات الأجنبية والعلوم الإنسانية لتكون متفردة بين مؤسسات الفضاء الأوراسي والجامعات الإسلامية في آسيا والدول الإسلامية.

##### الأهداف
- جودة التعليم والنهوض به
- تعزيز تنافسية البحث العلمي وانضمام الجامعة إلى الفضاء الأكاديمي الدولي.
- تدويل العملية التعليمية الدينية، ورسالة الإسلام الإنسانية العالمية وتطوير العلاقات الدولية.
- تطوير البنية التحتية وتحسين القاعدة المادية والفنية للجامعة.

## نظام الدراسة بالجامعة
تقوم الدراسة بالجامعة على التكامل في المراحل الجامعية الثلاث: البكالوريوس والماجستير والدكتوراه بواسطة كلية الدراسات الإسلامية، واللغات والترجمة، وأقسامها الأربعة.
لغات الدراسة بالجامعة هي: اللغات الكازاخية والعربية والروسية والإنجليزية.
يقوم التدريس بالجامعة على تأكيد مبادئ العلم والبحث العلمي في تخصص العلوم الإسلامية المختلفة، في العقيدة والفقه والدعوة والتفسير والحديث وغيرها، وفقا للأسس العلمية التخصصية، بكلية الدراسات الإسلامية.
كما تتضمن الدراسة بالجامعة دراسة اللغة العربية واللغة الإنجليزية وآدابها والترجمة باعتبارهما لغتين أجنبيتين، بكلية اللغات والترجمة.
بالإضافة إلى تدريس الفكر الديني ودراسة الأديان العالمية والآسيوية وإبراز التعددية الدينية داخل المجتمع الكازاخي وإجراء البحوث العلمية بقسم علوم الدين.
علاوة على ذلك يدرس الطلاب العلوم الاجتماعية والقومية على غرار ما يتم تدريسه في الجامعات الكازاخستانية المختلفة، وذلك بكل الكليات والأقسام العلمية بالجامعة.
ويقوم قسم الاعتماد والجودة بمتابعة ورصد العملية التعليمية، من خلال تقييم الأداء وإبداء الملاحظات على مناهج وطرق التدريس، وبيان معوقات البحث العلمي، واقتراح الحلول لدعم البحوث التطبيقية، والكشف عن السلبيات لعرضها على المجلس الجامعة.
وبجانب الدراسة في المرحلة الجامعية الأولى – البكالوريوس توجد الدراسة بمرحلة الماجستير، وكذلك مرحلة الدكتوراه في تخصصات الدراسات الإسلامية، بقسم الدراسات الإسلامية وتخصصات علوم الدين بقسم علوم الدين.
تهدف الدراسة بالجامعة إلى إعداد وتأهيل الأئمة والدعاة في المجال الإسلامي، للعمل كخطباء في المساجد وكذلك إعداد متخصصين في الدراسات التربوية واللغوية، للعمل في المدارس وبعض المصالح الأخرى.
تعمل الجامعة على التكامل بين الجوانب الروحية والتربوية والاجتماعية والنفسية على أساس أنها نواة بناء شخصية الخريج، وقدرته على التعامل مع فئات المجتمع المختلفة، والحفاظ على وحدة وتماسك النسيج الاجتماعي في البلاد، وهو ما تقوم عليه برامج الدراسة والبحث العلمي بالجامعة.

## الترتيب الأكاديمي للجامعة
– حصلت الجامعة على المركز الأول في الدراسات الإسلامية على مستوى الجامعات الكازاخستانية في كل السنوات، مع ملاحظة أن هناك جامعات تدرس العلوم الإسلامية مثل جامعة الفارابي وجامعة أباي وجامعة جوميليوف اليورو آسيوية الوطنية في العاصمة نورسلطان والجامعة التركية الكازاخية.
حصلت الجامعة على المركز الأول في تخصصات علوم الدين على مدار العامين 2021/2022، وهو القسم الذي يدرس تاريخ الأديان والمقارنة بين الأديان ودخول الإسلام إلى دولة كازاخستان ومنطقة آسيا الوسطى بالإضافة إلى الأديان الآسيوية.
حصلت الجامعة على المراكز الأولى في اللغتين العربية والإنجليزية، عام 2020/2021.
وضعت الجامعة في الترتيب رقم 19 من بين 89 جامعة كازاخستانية وذلك في العام الجامعي 2019/2020.
فازت الجامعة بالمراكز الأولى في تشغيل الخريجين للعام الحالي 2020/2021.
حصلت الجامعة على المركز الأول في الشفافية والإفصاح على كل الجامعات الكازاخية وهي المرة الأولى التي يجرى فيها هذا النوع من التقييم وذلك في العام الجامعي 2020-2021.

## الشراكة مع المؤسسات والجامعات
في إطار تحقيق التعرف على الخبرات وتجارب المؤسسات البحثية والجامعات في الداخل والخارج، عقدت الجامعة العديد من الاتفاقيات ومذكرات التعاون العلمي مع العديد من الجامعات ومراكز البحث العلمي وخدمة المجتمع بغرض النهوض وإثراء العملية التعليمية، وإجراء التدريبات والتطبيقات العملية عن طريق تبادل الطلاب والتشارك بين الأساتذة في التدريس والأبحاث، لنقل الخبرات والتجارب الأكاديمية، والتزود بالمعارف وأساليب الارتقاء بالأبحاث العلمية، كذا التفاعل مع جهود المجتمع والأنشطة العامة.

## المراكز والوحدات ذات الطابع الخاص
يوجد بالجامعة عدة مراكز لخدمة المجتمع، ونشر التوعية بصحيح الدين حول القضايا العامة والمجتمعية، أبرزها مركز مكافحة التطرف والإرهاب، الذي ينظم دورات مستمرة لجماعات التطرف الديني للرجال والنساء في الداخل، وكذا العائدين من مناطق القتال في سوريا وغيرها.
وبالإضافة إلى ذلك هناك مركز الاقتصاد والتمويل الإسلامي، لمواكبة لأنشطة بنوك الإسلامية التي تعمل في ألماطي والعاصمة وأماكن أخرى كما وافق مجلس الجامعة بجلسته 16/5/2022 على إنشاء مركز القراءات والتجويد، لتعليم أنواع القراءات القرآنية وحسن الترتيل والتجويد للقرآن الكريم.
وهناك خطط لإنشاء برامج دراسية أخرى تتعلق بالدراسات القرآنية وبرنامج عن الإعلام الإسلامي تعرض على المجلس وفقا للخطط الموضوعة للتطوير.

## التعليم الإلكتروني
هو أحد الروافد التعليمية المتميزة، الذي تستعين به الجامعة في برامج الدراسة والبحث العلمي، بتوظيف الأجهزة التقنية والحسابات الالكترونية والبلاتونس في قبول الطلاب الجدد واستخدام المنصات التعليمية وإجراء عملية تقييم الطلاب، والتواصل ورصد العملية التعليمية والبيانات الخاصة بها، معهم عن بعد، كذلك رصد ما يتعلق بالحالة الدراسية، والبيانات الخاصة بها وإجراء الاختبارات، وتسجيل نتائج الامتحانات.
وتواصل الجامعة عملية تحديث وتطوير التعليم بها عن طريق زيادة المعامل الذكية، وتجهيز الفصول الإلكترونية باستخدام السبورات الذكية وغيرها مما يساعد على دعم العملية التعليمية، واستيعاب الطلاب للدروس والحلقات العلمية والنقاشية وإجراء الحوارات، وزيادة التفاعل بين الأساتذة والطلاب.

## شورى مهيمنين الجامعة
من كازاخستان:
1. وزير الإعلام والتنمية المجتمعية
2. وزير التعليم العالي والبحث العلمي
3. المفتي العام
4. حاكم مدينةألماتي
5. نائب وزير الخارجية
6. سفير كازاخستان في مصر
7. رئيس لجنة الشؤون الدينية لوزارة الثقافة والرياضة
8. رئيس الجامعة الكازاخية الشعبية
9. رئيس جامعة العلاقات الدولية واللغات العالمية

من مصر:
1. وزير الأوقاف المصري
2. مفتي الديار المصرية
3. رئيس جامعة الأزهر
4. وكيل جامعة الأزهر
5. سفير مصر في كازاخستان
6. والشخصيات الثلاثة المختارون بوزارة الأوقاف

## رؤساء الجامعة
1. محمود فهمي حجازي (من 2003 إلى 2014).
2. جودة عبد الغني بسيوني (من 2014 حتى 2018).
3. محمد الشحات الجندي (منذ 2018).[1]4
4. أ.د/أحمد حسين محمد إبراهيم (2024)